# Ericaella
Genre
Ericaella est un genre d'araignées aranéomorphes de la famille des Cheiracanthiidae.

## Distribution
Les espèces de ce genre se rencontrent au Panama, en Colombie, au Brésil et au Pérou.

## Liste des espèces
Selon World Spider Catalog (version 20.0, 17/01/2019) :
- Ericaella florezi Bonaldo, Brescovit & Rheims, 2005
- Ericaella kaxinawa Bonaldo, 1997
- Ericaella longipes (Chickering, 1937)
- Ericaella samiria Bonaldo, 1994

## Publication originale
- Bonaldo, 1994 : A subfamília Eutichurinae na região neotropical, com a revisão do gênero Eutichurus Simon, 1896 (Araneae, Miturgidae). Iheringia (Série Zoologia) vol. 76, p. 101-159 (texte intégral).